# Dragor (rivière)
Pour les articles homonymes, voir Dragor (homonymie).
La rivière Dragor (en macédonien : Драгор) est un petit cours d'eau de la Macédoine du Nord, dans la région de la Pélagonie, affluent droit de la Tsrna, dans le bassin hydrographique du fleuve le Vardar. 

## Géographie
Elle est longue de 32 km[réf. nécessaire].
Le Dragor prend sa source près de Sapunčica, sur le mont Baba, dans le sud-ouest de la Macédoine du Nord. Elle traverse la ville de Bitola.

### Bassin versant
Son bassin versant est de 188 km2[réf. nécessaire].

## Affluents
Le Dragor a un seul affluent gauche : le IV canal.

### Rang de Strahler
Donc son rang de Strahler est de deux.